# Европско првенство у атлетици у дворани 1972 — 3.000 метара за мушкарце
Такмичење у дисциплини трка на 3.000 метара у мушкој конкуренцији на трећем Европском првенству у атлетици у дворани 1972.одржана је 12. марта 1972. у Палати спортова у Греноблу, Француска.
Титулу освојену у Софији 1971. није бранио Питар Стјуарт из Уједињеног Краљевства.

## Земље учеснице
Учествовало је 7 такмичара из 6 земаља.
1. Белгија (1)
2. Западна Немачка  (1)
3. Италија  (1)
4. Норвешка (1)
5. Совјетски Савез (2)
6. Француска (1)

## Рекорди
Извор:
| Рекорди пре почетка Европског првенства у дворани 1972.     | Рекорди пре почетка Европског првенства у дворани 1972. | Рекорди пре почетка Европског првенства у дворани 1972. | Рекорди пре почетка Европског првенства у дворани 1972. | Рекорди пре почетка Европског првенства у дворани 1972. | Рекорди пре почетка Европског првенства у дворани 1972. |
| ----------------------------------------------------------- | ------------------------------------------------------- | ------------------------------------------------------- | ------------------------------------------------------- | ------------------------------------------------------- | ------------------------------------------------------- |
| Светски рекорд                                              | Ричард Вајлд                                            | Уједињено Краљевство                                    | 7:46,85                                                 | Беч, Аустрија                                           | 15. март 1970.                                          |
| Европски рекорд у дворани                                   | Ричард Вајлд                                            | Уједињено Краљевство                                    | 7:46,85                                                 | Беч, Аустрија                                           | 15. март 1970.                                          |
| Рекорди европских првенстава                                | Ричард Вајлд                                            | Уједињено Краљевство                                    | 7:46,85                                                 | Беч, Аустрија                                           | 15. март 1970.                                          |
| Рекорди после завршеног Европског првенства у дворани 1972. |                                                         |                                                         |                                                         |                                                         |                                                         |
| Нових рекорда није било.                                    |                                                         |                                                         |                                                         |                                                         |                                                         |

## Освајачи медаља
|                               |                                 |                              |
| Јурис Густинс Совјетски Савез | Јуриј Алексашин Совјетски Савез | Улрих Бругер Западна Немачка |

## Резултати
Због малог броја пријављених одржана је само финална трка.

### Финале
| Пласман | Атлетичар       | Земља            | Резултат | Белешка |
| ------- | --------------- | ---------------- | -------- | ------- |
|         | Јурис Грустинс  | Совјетски Савез  | 8:02,85  |         |
|         | Јуриј Алексашин | Совјетски Савез} | 8:03:20  |         |
|         | Улрих Бругер    | Западна Немачка  | 8:05,07  |         |
| 4.      | Андре Орнели    | Белгија          | 8:11,43  |         |
| 5.      | Пер Хале        | Норвешка         | 8:15,49  |         |
| 6.      | Ренцо Финели    | Италија          | 8:18,74  |         |
| 7.      | Мишел Жероди    | Француска        | 8:24,48  |         |

## Укупни биланс медаља у трци на 3.000 метара за мушкарце после 3. Европског првенства у дворани 1970—1972.
|    | Земља                |   |   |   |   |
| -- | -------------------- | - | - | - | - |
| 1. | Уједињено Краљевство | 2 | 0 | 0 | 2 |
| 2. | Совјетски Савез      | 1 | 1 | 1 | 3 |
| 3, | Западна Немачка      | 0 | 1 | 1 | 2 |
| 4. | Источна Немачка      | 0 | 1 | 0 | 1 |
| 5. | Шпанија              | 0 | 0 | 1 | 1 |
|    | Укупно {5}           | 3 | 3 | 3 | 9 |

|    | Атлетичар       | Земља           |   |   |   |   |
| -- | --------------- | --------------- | - | - | - | - |
| 1. | Јуриј Алексашин | Совјетски Савез | 0 | 1 | 1 | 2 |